# باشگاه فوتبال لیدنی تاون
باشگاه فوتبال لیدنی تاون (به انگلیسی: Lydney Town Association Football Club) یک باشگاه فوتبال در شهر لیدنی، کشور انگلستان است که در سال ۱۹۱۱ میلادی تأسیس شده است.